# 東月寒白樺会館

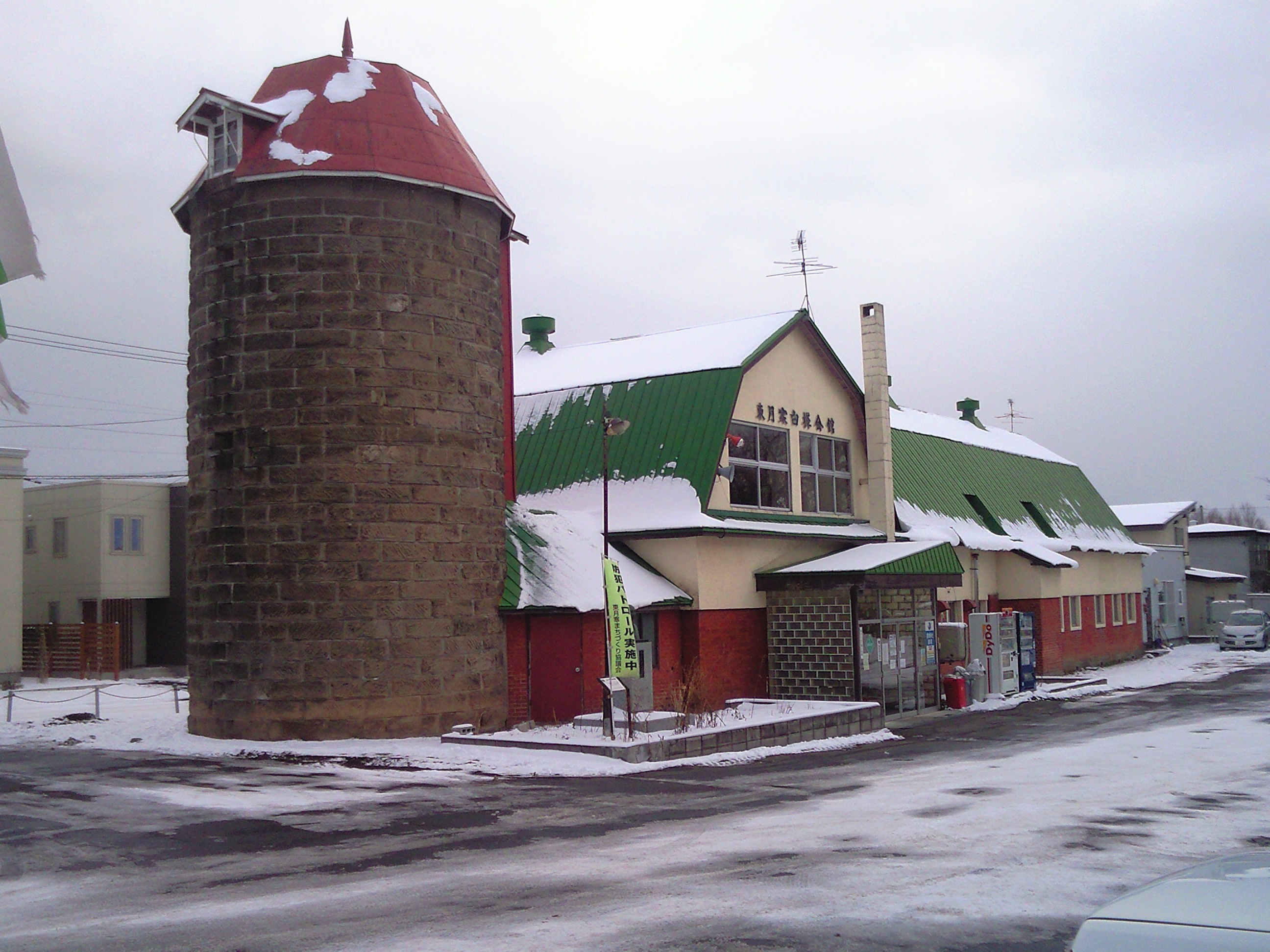
東月寒白樺会館

東月寒白樺会館（ひがしつきさむしらかばかいかん）は、北海道札幌市豊平区月寒東にある公共施設。

## 概要
この建物は、雪印乳業創業者黒澤酉蔵の弟黒澤和雄（豊平町議員）が1933年ごろより経営する黒澤牧場の、牧舎およびサイロ。1970年に千歳市へ移転に伴い町内会に寄贈された。

## 施設
- 牧舎

改築されて、1972年より、2階建ての公共施設として使われ、そろばん教室の会場などに開放されている。
- サイロ

保存され、倉庫として使われている。
- 黒澤和雄先生之像

吉田善三（吉田善太郎の子）より土地を購入し、牧畜業を営む黒澤牧場を創設。この地域の発展に大きな貢献を果した功績を称えるために建立。

## 周辺
- 東月寒通

## 所在地
- 北海道札幌市豊平区月寒東4条18丁目7番